# Sankt Ulrich im Mühlkreis
Pour les articles homonymes, voir Sankt Ulrich.
Sankt Ulrich im Mühlkreis est une commune autrichienne du district de Rohrbach en Haute-Autriche.